# Cratere Allecto
Allecto è un cratere presente sulla superficie di Dione, uno dei satelliti di Saturno; deve il nome ad Aletto, una delle Furie.